# Куликівський деканат
Куликівський деканат — колишня структурна одиниця Перемишльської єпархії греко-католицької церкви з центром в м. Куликів. Очолював деканат декан.

## Територія
В 1936 році в Куликівському деканаті було 17 парафій:
1. Парафія с. Артасів;
2. Парафія с. Гребенці;
3. Парафія с. Дорогошів Великий з філією в с. Дорогошів Малий;
4. Парафія с. Жовтанці;
5. Парафія с. Звертів;
6. Парафія с. Зіболки з приходом у присілках Верени і Гори;
7. Парафія с. Колоденце;
8. Парафія с. Колодно з філією в с. Печихвости;
9. Парафія с. Кукизів з філією в с. Руданці;
10. Парафія м. Куликів з приходом у с. Надичі;
11. Парафія с. Нагірці з філіями в с. Передриміхи Великі, с. Могиляни та приходом у с. Передриміхи Малі;
12. Парафія с. Нове село з філією в с. Кошелів;
13. Парафія с. Ременів з філією в с. Вислобоки;
14. Парафія с. Стронятин з філією в с. Підліски Малі;
15. Парафія с. Сулимів з філією в с. Однів;
16. Парафія с. Цеперів;
17. Парафія с. Честині з приходом у с. Новий Став.

### Декан
- 1936 — Пастернак Іван в Зіболках.

### Кількість парафіян
1936 — 24 372 особи.
Деканат було ліквідовано в 1946 р.